# Neocladia indica
Neocladia indica är en stekelart som först beskrevs av Agarwal 1970.  Neocladia indica ingår i släktet Neocladia och familjen sköldlussteklar. Inga underarter finns listade i Catalogue of Life.